# 헤니에이 경로
헤니에이 경로는 태양질량의 절반이 넘는 별들이 헤르츠스프룽-러셀 도표상에서 하야시 경로를 거친 뒤 주계열 단계까지 움직이는 길을 말한다. 1950년대에 천문학자 루이스 G. 헤니에이와 그의 동료들은 어떤 별이 압축하여 주계열성으로 진화하기 전까지 일정 기간 동안 복사적 균형 상태를 유지한다는 것을 입증했다.
헤니에이 경로는 한 별이 유체정역학적 균형 상태에 이를 때까지 천천히 압축되는 과정이다. 헤니에이 경로는 HR 도표 위에서 거의 수평 방향으로 주계열 선상에 접근한다. 이는 헤니에이 경로에서 항성의 밝기는 거의 변하지 않는 대신, 유효 온도는 지속적으로 높아진다는 의미이다.

## 참고 문헌
- Henyey, L. G., Lelevier, R., Levée, R. D. (1955), The Early Phases of Stellar Evolution, Publications of the Astronomical Society of the Pacific, Vol. 67, No. 396, p.154-160

## 같이 보기
- 하야시 경로